# Lijst van afleveringen van Seinpost Den Haag
Dit is een lijst met de afleveringen van de Nederlandse politieserie Seinpost Den Haag.

## Seizoen 1 (2013)
1.1 De keuzeHoofdinspecteur Wouter van Dijk stuurt rechercheurs Maik Hofman en Sonja Matulessi naar een inbraak bij een gehandicapt meisje. Chiel Maas en Marieke Kamphuis zijn preventief aanwezig op de boulevard.
1.2 MoeilijkhedenChiel is bezig met het verwerken van de gijzeling door een doorgedraaide hooligan. Josh Vrolik heeft zich problemen op de hals gehaald door voor een jeugdvriend een niet geleverde motor 'op te halen'.
1.3 GeheimenEen jongen is door leeftijdgenoten voor de tram geduwd. Maik en Sonja moeten de identiteit van een dode huurder zien te achterhalen. Josh en Zehra betrappen een overvaller op een buurtjuwelier.
1.4 Internationaal rechtZehra wordt tot haar ergernis weer op een Turkse kwestie afgestuurd. Chiel en Marieke hebben een relatie maar hebben dat stilgehouden. Maik en Sonja krijgen te maken met een taxiruzie.
1.5 PraatjesMarieke baalt als er xtc-pillen zijn gestolen die zij onder haar hoede had. Een oude man is door een vlotte babbel van een meisje zijn geld kwijt. Maik en Sonja zoeken getuigen van een schietpartij.
1.6 BedreigingenMaik en Sonja onderzoeken een medische blunder. Marieke wil de diefstal van de xtc-pillen zelf onderzoeken. Chiel is daar mordicus tegen. Josh en Zehra worden bij een verkeersongeluk geroepen.
1.7 LiefdeTussen Chiel en Marieke loopt het steeds moeizamer. Een Pool is mishandeld. Maik en Sonja onderzoeken de dood van een Roemeens hoertje in een hotel en Josh en Zehra zijn op het strand.
1.8 FamilieAntje heeft haar schietexamen gehaald en mag met Chiel een Vlaams meisje opsporen. Maik en Sonja onderzoeken de dood van een echtscheidingsadvocaat. Zehra wordt tegen de grond geschopt.
1.9 VerliesMaik en Sonja gaan achter een meisje dat ten prooi is gevallen aan een loverboy. Chiel en Antje stuiten op een jongen die zich misdraagt bij een pinautomaat.
1.10 TranenDe vangst van Barry was een stap in de goede richting, maar het bewijs is niet goed genoeg. Dan gebeurt er bij een wegafzetting een ongeluk en vraagt iemand van Chiel het onmogelijke.